# 엑산테마크리시스속
엑산테마크리시스속(Exanthemachrysis)은 파블로바과에 속하는 착편모조류 분류군의 하나이다. 엑산테마크리시스 가이랄리아이(E. gayraliae)를 포함하고 있다.